# B
B je druhé písmeno latinské i české abecedy. V češtině obvykle označuje znělou bilabiální plozivu.

## Významy

### B
Astronomie
označení jedné ze spektrálních tříd hvězd
Formát papíru
řada formátů o poměru stran 1:√2, které jsou zvětšenými formáty řady A
Fotografování
na fotoaparátu u nastavení rychlosti závěrky znamená, že závěrka zůstává otevřená po celou dobu držení spouště
Fyzika
označení vektoru magnetické indukce
označení kvantového čísla krásy/bottomness
označení mezonů s nenulovou krásou/bottomness, jejichž nejtěžším kvarkem/antikvarkem, kterým jsou spolutvořeny, je kvark b
označení kalibračního bosonu nenarušené elektroslabé interakce
Hudba
v anglickém značení hudebních not zastupuje tón, který se ve většině zemí střední Evropy značí písmenem H:
- německé značení hudebních not v oktávě: C, D, E, F, G, A, H;
- anglické značení hudebních not v oktávě: C, D, E, F, G, A, B.

v partituře bas
Hudební průmysl
druhá, u singlů doplňková, strana desky nebo kazety
Chemie
značka boru
Jednotky
v soustavě SI značka logaritmické jednotky (např. hladiny intenzity zvuku) – Bel
Lékařství
jedna z krevních skupin
Letectví
státní poznávací značka tchajwanských letadel
Mezinárodní poznávací značka
Belgie
Nutriologie
vitamín – B-komplex
Potravinářství
vejce – druhá největší velikost slepičích vajec
Informatika
<B> je ve značkovacím jazyce HTML element pro tučný text
B:\ je konvenční označení druhé disketové jednotky v operačních systémech založených na CP/M, jako třeba DOS
značka jednotky informace byte
programovací jazyk, přímý předchůdce jazyka C
Radiokomunikace
prefix volacích znaků pro Čínu
Slang
„béčko“ popisuje něco druhořadého, např. B-tým, béčkový film apod.
Státní poznávací značka
písmenem B začínaly v ČSSR SPZ vozidel bezpečnostních složek (Veřejné bezpečnosti, ale i Pohraniční stráže)
Šestnáctková soustava (a další číselné soustavy o základu větším než 11)
číslice 11
Školství
označení druhé třídy v pořadí v rámci ročníku (např. třída 4.B)
Anglosaské vzdělávání
nadprůměrná známka (odpovídající českému stupni chvalitebně)
Veřejná doprava
Linka B
Železnice
označení vozů druhé třídy
- Vůz B ČD

Kinematografie
označení pro béčkový film

### b
Fyzika
označení kvarku b (spodního (bottom), resp. krásného)
označení mezonů s neutrální vůní, izospinem 1, kladnou paritou a zápornou C-paritou, tvořených pouze kvarky/antikvarky u a d
Geometrie
v trojúhelníku stranu protilehlou k vrcholu B
v mnohoúhelnících o 4 a více vrcholech stranu mezi vrcholy B a C
Jednotky
značka jednotky plochy barn – 10−28 m²
značka jednotky množství bag (pytel nebo žok), jenž se vyjadřuje v jednotkách hmotnosti – rozměr: kg
značka starověké antické jednotky hmotnosti bes – 218,3 gramu
Lázeňství
zkratka slova baln.  latinské slovo balneum – lázeň
Počítače
<b> je ve značkovacích jazycích HTML a XHTML element pro tučný text
značka jednotky informace bit
Železnice
označení vozů s chodbičkou uprostřed
označení vozů s oddílem pro tělesně postižené

### ฿
| Znak            | ฿                         | ฿                         |
| --------------- | ------------------------- | ------------------------- |
| Název v Unicodu | Thai currency symbol baht | Thai currency symbol baht |
| Kódování        | dec                       | hex                       |
| Unicode         | 3647                      | U+0E3F                    |
| UTF-8           | 224 184 191               | e0 b8 bf                  |
| Číselná entita  | &#3647;                   | &#x0E3F;                  |

Měna
znak měny baht

### ♭
| Znak            | ♭               | ♭               |
| --------------- | --------------- | --------------- |
| Název v Unicodu | Music flat sign | Music flat sign |
| Kódování        | dec             | hex             |
| Unicode         | 9837            | U+266D          |
| UTF-8           | 226 153 173     | e2 99 ad        |
| Číselná entita  | &#9837;         | &#x266D;        |

Hudba
v notovém zápisu znak posuvky pro snížení základního tónu (tzv. béčko).